# Eaten Alive
Eaten Alive — пятнадцатый студийный альбом американской певицы Дайаны Росс, выпущенный в 1985 году. Большинство песен альбома написал и спродюсировал Барри Гибб, в альбоме также присутствует коллаборация с Майклом Джексоном, который участвовал в написании песни «Eaten Alive». В альбом вошёл международный хит Росс «Chain Reaction», который поднялся на верхние позиции европейских чартов. В США пластинка поднялась до 45 места, а в Великобритании — до 11, также Eaten Alive вошёл в первую десятку Швейцарии, Норвегии, Швеции и Нидерландов. В то время как в США альбом был признан одним из самых провальных в карьере певицы, не продав и 300 000 копий, это был один самых успешных релизов на международном рынке.

## Список композиций
| №  | Название         | Автор(ы)                                        | Длительность |
| -- | ---------------- | ----------------------------------------------- | ------------ |
| 1. | «Eaten Alive»    | Barry Gibb, Maurice Gibb, Michael Jackson       | 3:54         |
| 2. | «Oh Teacher»     |                                                 | 3:40         |
| 3. | «Experience»     | Barry Gibb, Robin Gibb, Maurice Gibb, Andy Gibb | 4:57         |
| 4. | «Chain Reaction» |                                                 | 3:49         |
| 5. | «More and More»  | Barry Gibb, Albhy Galuten, Andy Gibb            | 3:06         |

| №  | Название                          | Автор(ы)                  | Длительность |
| -- | --------------------------------- | ------------------------- | ------------ |
| 1. | «I’m Watching You»                |                           | 3:51         |
| 2. | «Love on the Line»                |                           | 4:21         |
| 3. | «(I Love) Being in Love with You» |                           | 4:33         |
| 4. | «Crime of Passion»                |                           | 3:34         |
| 5. | «Don’t Give Up on Each Other»     | Barry Gibb, George Bitzer | 3:45         |

| №   | Название                        | Длительность |
| --- | ------------------------------- | ------------ |
| 11. | «Eaten Alive» (Extended Re-Mix) | 5:52         |

| №  | Название                                            | Длительность |
| -- | --------------------------------------------------- | ------------ |
| 1. | «Eaten Alive» (Single Mix)                          | 3:53         |
| 2. | «Eaten Alive» (Single Mix Instrumental)             | 3:59         |
| 3. | «Eaten Alive» (Hot Extended Dance Mix)              | 5:53         |
| 4. | «Eaten Alive» (Hot Extended Dance Mix Instrumental) | 5:52         |
| 5. | «Experience» (Single Version)                       | 4:06         |
| 6. | «Experience» (Instrumental)                         | 4:50         |
| 7. | «Experience» (Special Dance Mix)                    | 5:46         |
| 8. | «Chain Reaction» (Special Single Mix)               | 4:21         |
| 9. | «Chain Reaction» (Special Dance Mix)                | 6:55         |

## Чарты
| Чарт (1985)                            | Пиковая позиция |
| -------------------------------------- | --------------- |
| Австралия (ARIA)                       | 11              |
| Австрия (Ö3 Austria)                   | 14              |
| Великобритания (UK Albums Chart)       | 11              |
| Германия (Media Control)               | 20              |
| Нидерланды (Album Top 100)             | 8               |
| Норвегия (VG-lista)                    | 3               |
| США (Billboard 200)                    | 45              |
| США (Billboard Top R&B/Hip-Hop Albums) | 27              |
| Финляндия (Suomen virallinen lista)    | 27              |
| Швейцария (Schweizer Hitparade)        | 10              |
| Швеция (Sverigetopplistan)             | 9               |